# لیگ جهانی والیبال ۱۹۹۳
لیگ جهانی والیبال ۱۹۹۳ چهارمین دوره از رقابت‌های لیگ جهانی می‌باشد که از ۲۱ مه تا ۳۱ ژوئیه با حضور ۱۲ کشور برگزار شد. دور پایانی این دوره از رقابت‌ها در سائو پائولو، برزیل برگزار شد و تیم میزبان توانست برای نخستین بار عنوان قهرمانی این رقابت‌ها را کسب کند.

## گروه‌بندی
| گروه A                                                     | گروه B                                           |
| ---------------------------------------------------------- | ------------------------------------------------ |
| برزیل · آلمان · یونان · ژاپن · روسیه · ایالات متحده آمریکا | چین · کوبا · فنلاند · ایتالیا · هلند · کرهٔ جنوبی |

## دور بین‌المللی

### گروه A
| تیم                 | بازی | برد | باخت | ست برده | ست باخته | امتیازات |
| ------------------- | ---- | --- | ---- | ------- | -------- | -------- |
| روسیه               | ۲۰   | ۱۶  | ۴    | ۵۱      | ۲۳       | ۳۶       |
| برزیل               | ۲۰   | ۱۵  | ۵    | ۵۲      | ۱۸       | ۳۵       |
| ژاپن                | ۲۰   | ۱۰  | ۱۰   | ۳۶      | ۴۱       | ۳۰       |
| آلمان               | ۲۰   | ۹   | ۱۱   | ۳۲      | ۴۲       | ۲۹       |
| ایالات متحده آمریکا | ۲۰   | ۷   | ۱۳   | ۳۰      | ۴۴       | ۲۷       |
| یونان               | ۲۰   | ۳   | ۱۷   | ۲۱      | ۵۴       | ۲۳       |

### گروه B
| تیم       | بازی | برد | باخت | ست برده | ست باخته | امتیازات |
| --------- | ---- | --- | ---- | ------- | -------- | -------- |
| ایتالیا   | ۲۰   | ۱۹  | ۱    | ۵۹      | ۱۴       | ۳۹       |
| کوبا      | ۲۰   | ۱۶  | ۴    | ۵۳      | ۲۰       | ۳۶       |
| هلند      | ۲۰   | ۱۰  | ۱۰   | ۴۲      | ۳۳       | ۳۰       |
| چین       | ۲۰   | ۹   | ۱۱   | ۳۶      | ۴۰       | ۲۹       |
| کرهٔ جنوبی | ۲۰   | ۵   | ۱۵   | ۱۸      | ۴۹       | ۲۵       |
| فنلاند    | ۲۰   | ۱   | ۱۹   | ۵       | ۵۷       | ۲۱       |

## دور نهایی
- مکان میزبان:  Ginásio do Ibirapuera، سائو پائولو، برزیل

|  | نیمه‌نهایی‌ها | نیمه‌نهایی‌ها |   |          | نهایی         | نهایی |  |
|  |             |             |   |          |               |       |  |
|  | ۳۰ ژوئیه    |             |   |          |               |       |  |
|  | برزیل       | ۳           |   |          |               |       |  |
|  | ایتالیا     | ۰           |   |          |               |       |  |
|  |             |             |   |          |               |       |  |
|  |             |             |   |          | ۳۱ ژوئیه      |       |  |
|  |             |             |   |          | برزیل         | ۳     |  |
|  |             | روسیه       | ۰ |          |               |       |  |
|  |             |             |   |          |               |       |  |
|  |             |             |   |          |               |       |  |
|  |             |             |   |          | بازی مکان سوم |       |  |
|  | ۳۰ ژوئیه    | ۳۰ ژوئیه    |   | ۳۱ ژوئیه | ۳۱ ژوئیه      |       |  |
|  | روسیه       | ۳           |   | ایتالیا  | ۳             |       |  |
|  | کوبا        | ۱           |   |          | کوبا          | ۰     |  |

### نیمه‌نهایی‌ها
| تاریخ    |       | نتیجه |         | ست ۱  | ست ۲  | ست ۳  | ست ۴ | ست ۵ | مجموع |
| -------- | ----- | ----- | ------- | ----- | ----- | ----- | ---- | ---- | ----- |
| ۳۰ ژوئیه | برزیل | ۳–۰   | ایتالیا | ۱۵–۱۱ | ۱۵–۱۱ | ۱۵–۹  |      |      | ۴۵–۳۱ |
| ۳۰ ژوئیه | روسیه | ۳–۱   | کوبا    | ۱۵–۱۰ | ۱۵–۱۳ | ۱۲–۱۵ | ۱۵–۹ |      | ۵۷–۴۷ |

### بازی مکان سوم
| تاریخ    |         | نتیجه |      | ست ۱  | ست ۲  | ست ۳  | ست ۴ | ست ۵ | مجموع |
| -------- | ------- | ----- | ---- | ----- | ----- | ----- | ---- | ---- | ----- |
| ۳۱ ژوئیه | ایتالیا | ۳–۰   | کوبا | ۱۵–۱۲ | ۱۵–۱۱ | ۱۵–۱۲ |      |      | ۴۵–۳۵ |

### نهایی
| تاریخ    |       | نتیجه |       | ست ۱ | ست ۲  | ست ۳ | ست ۴ | ست ۵ | مجموع |
| -------- | ----- | ----- | ----- | ---- | ----- | ---- | ---- | ---- | ----- |
| ۳۱ ژوئیه | برزیل | ۳–۰   | روسیه | ۱۵–۲ | ۱۵–۱۳ | ۱۵–۹ |      |      | ۴۵–۲۴ |

## رده‌بندی نهایی
| رتبه | تیم                 |
| ---- | ------------------- |
| 1    | برزیل               |
| 2    | روسیه               |
| 3    | ایتالیا             |
| ۴    | کوبا                |
| ۵    | هلند                |
| ۶    | ژاپن                |
| ۷    | چین                 |
| ۸    | آلمان               |
| ۹    | ایالات متحده آمریکا |
| ۱۰   | کرهٔ جنوبی           |
| ۱۱   | یونان               |
| ۱۲   | فنلاند              |

| قهرمان لیگ جهانی ۱۹۹۳  |
| ---------------------- |
| · برزیل · نخستین عنوان |

## جوایز
- باارزش‌ترین بازیکن
  -  جیووانی گاویو
- بهترین اسپک زننده
  -  دیمیتری فومین
- بهترین تنظیم کننده
  -  مائوریسیو لیما
- بهترین دفاع کننده
  -  اولگ شاتونوف
- بهترین سرویس زننده
  -  دیمیتری فومین
- بهترین دریافت کننده
  -  ژیلمار تیکسیرا
- بهترین لیبرو
  -  دامیانو پی پی